# Бијело Брдо (Рудо)
Бијело Брдо је насељено мјесто у општини Рудо, Република Српска, БиХ. Према попису становништва из 1991. у насељу је живјело 57 становника.

## Становништво
| Националност       | 1991. | 1981. | 1971. | 1961. |
| Срби               | 57    | 45    | 57    |       |
| Југословени        |       | 7     |       |       |
| остали и непознато | 1     | 1     |       |       |
| Укупно             | '     | 52    | 57    | '     |

| Демографија- | Демографија- | Демографија- |
| Година       | Становника   | Становника   |
| ------------ | ------------ | ------------ |
| 1961.        | 0            |              |
| 1971.        | 57           |              |
| 1981.        | 52           |              |
| 1991.        | 57           |              |